# 努斯包門湖
47°36′58″N 8°49′02″E / 47.61611°N 8.81722°E

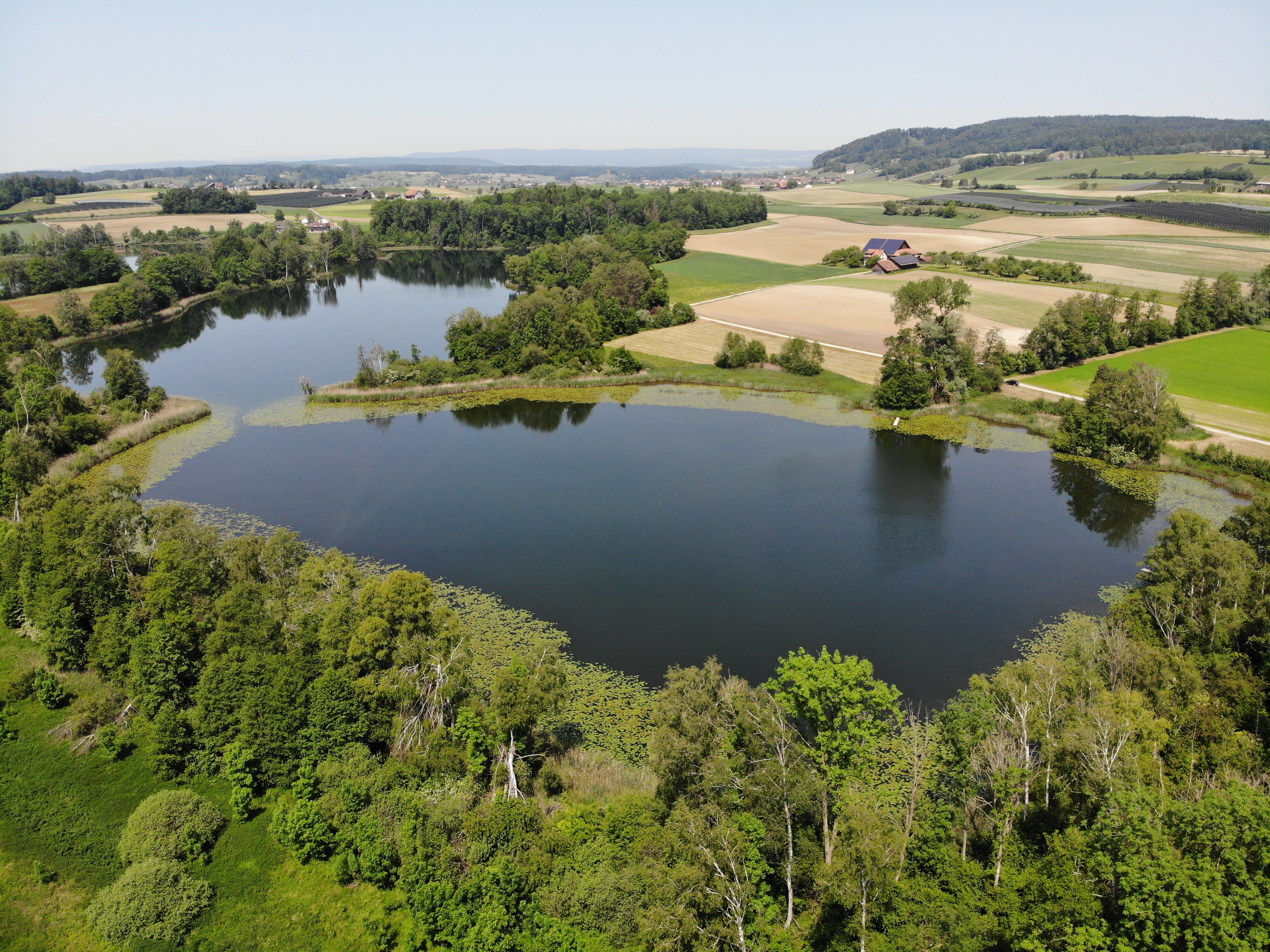

努斯包門湖（Nussbaumersee），是瑞士的湖泊，位於該國東北部，由圖爾高州負責管轄，處於許特維倫境內，面積0.25平方公里，海拔高度434米，平均水深3.9米，最大水深7.9米，水體容量106.7萬立方米。